# Uranczimegijn Mönch-Erden
Uranczimegijn Mönch-Erden (ur. 20 marca 1982 w Arwajcheer) – mongolski bokser wagi lekkopółśredniej, brązowy medalista olimpijski z Londynu. Uczestniczył także na Letnich Igrzyskach Olimpijskich 2008 w Pekinie i Letnich Igrzyskach Olimpijskich 2004 w Atenach.
W 2012 roku podczas Letnich Igrzysk Olimpijskich zdobył w wadze lekkopółśredniej brązowy medal. W 1/16 pokonał Czecha Zdenka Chládka, w 1/8 wygrał z Maurytyjczykiem Richarno Colinem, a w ćwierćfinale pokonał Brytyjczyka Thomasa Stalkera. Mongoł dopiero w półfinale przegrał z Ukraińcem Denysem Berinczykiem. Wraz z Włochem, Vincenzem Mangiacapre zdobył brąz, ponieważ walka o 3. miejsce się nie odbyła.